# Ферміон Дірака
Діра́ківський ферміо́н, або ферміо́н Діра́ка, — це ферміон, який не є власною античастинкою. Названий на честь Поля Дірака.
Усі ферміони в Стандартній моделі є ферміонами Дірака. Проте експериментально не виключено, що нейтрино є ферміонами Майорани (тобто, частинками, що збігаються зі власними античастинками), оскільки при прямуванні маси частинки до нуля різниця між майоранівськими та діраківськими ферміонами згладжується. Діраківські ферміони можна описати за допомогою рівняння Дірака.